# Паска, Лоранд
Ло́ранд Паска (венг. Lóránd Pászka; род. 22 марта 1996 или 22 апреля 1996, Тыргу-Секуйеск, Ковасна) — венгерский футболист, защитник «Ференцвароша».

## Карьера
Паска — воспитанник клуба «Сегед-Чанада Грошича». 16 августа 2014 года дебютировал за клуб в матче второго дивизиона против «Шиофок». В 2015 году перешёл в клуб Дьюла из одноименного города. В том же году вернулся в «Сегед-Чанада Грошича», в первом матче после возвращения сыграл в ничью с клубом «Дьирмот».
14 февраля 2022 года в статусе свободного агента перешёл в «Ференцварош». 31 июля дебютировал в чемпионате Венгрии против «Академии Пушкаша». В конце сентября начале октября пропустил пять матчей из-за повреждения. 6 октября дебютировал в Лиги Европы УЕФА против «Црвены звезды».

## Достижения
«Ференцварош»
- Чемпион Венгрии (1): 2021/22
- Обладатель Кубка Венгрии: 2021/22